# Axel Sparre
För andra betydelser, se Axel Sparre (olika betydelser).
Axel Sparre, född 9 januari 1652 i Visby, Gotland, död 31 maj 1728 Vårdnäs församling, Östergötlands län (på Brokinds slott), var en svensk greve, militär och konstnär. 
Sparre var son till Axel Carlsson Sparre och Margareta Oxenstierna af Korsholm och Wasa och bror till kammarherren och konstnären friherre Carl Sparre (1648-1716) samt halvbror till Erik Sparre af Sundby. Sparre var en av Karl XII:s närmaste vänner. Han blev student vid Uppsala universitet 1662, antogs som volontär vid Livgardet 1671 och gick 1672 i holländsk tjänst men återkallades 1674 och utnämndes till kapten vid Henrik Horn af Marienborgs infanteriregemente i Stade. Sedan han återvänt till Sverige deltog han i Karl XI:s skånska krig och var bland annat med om slagen vid Lund och Landskrona. 1677 blev han kapten vid Livgardet och senare samma år överstelöjtnant vid Närke-Värmlands regemente. 1688 blev han dömd till döden för att under en övning dragit sin värja mot en överordnad under ett häftigt gräl. Han benådades efter fyra månaders i fängelse och fick behålla sin tjänst. Vid 1697 års riksdag arbetade han ivrigt för Karl XII:s myndigförklarande och utnämndes 1699 till överste och chef för Västmanlands regemente, generalmajor 1705, generallöjtnant 1710, general i infanteriet 1713 och slutligen fältmarskalk 1721.
Han deltog i Karl XII:s fälttåg 1700–09 i det Stora nordiska kriget, till exempel i slaget vid Düna, slaget vid Kliszów, slaget vid Fraustadt och slaget vid Poltava. Därefter följde Sparre med Karl XII till Bender och förde där befälet över den svenska armén sedan Karl XII återvänt till Sverige. Sparre var verksam som amatörkonstnär och finns representerad vid bland annat Nationalmuseum i Stockholm.
Sparre jordfästes den 5 november 1728 i Riddarholmskyrkan men vilar tillsammans med hustrun i Linköpings domkyrka.

## Bilder

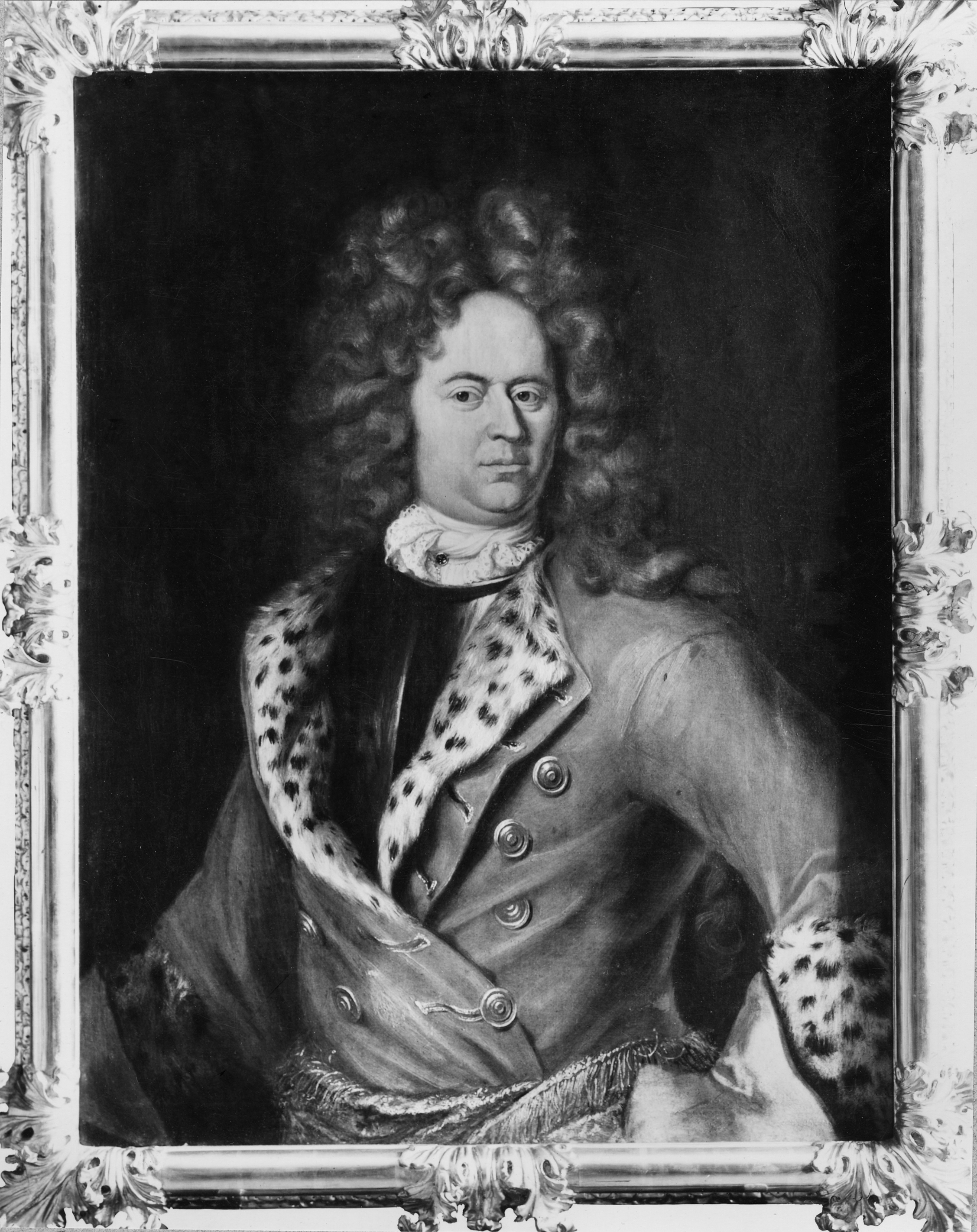
Axel Sparre, målning av David Richter den äldre.
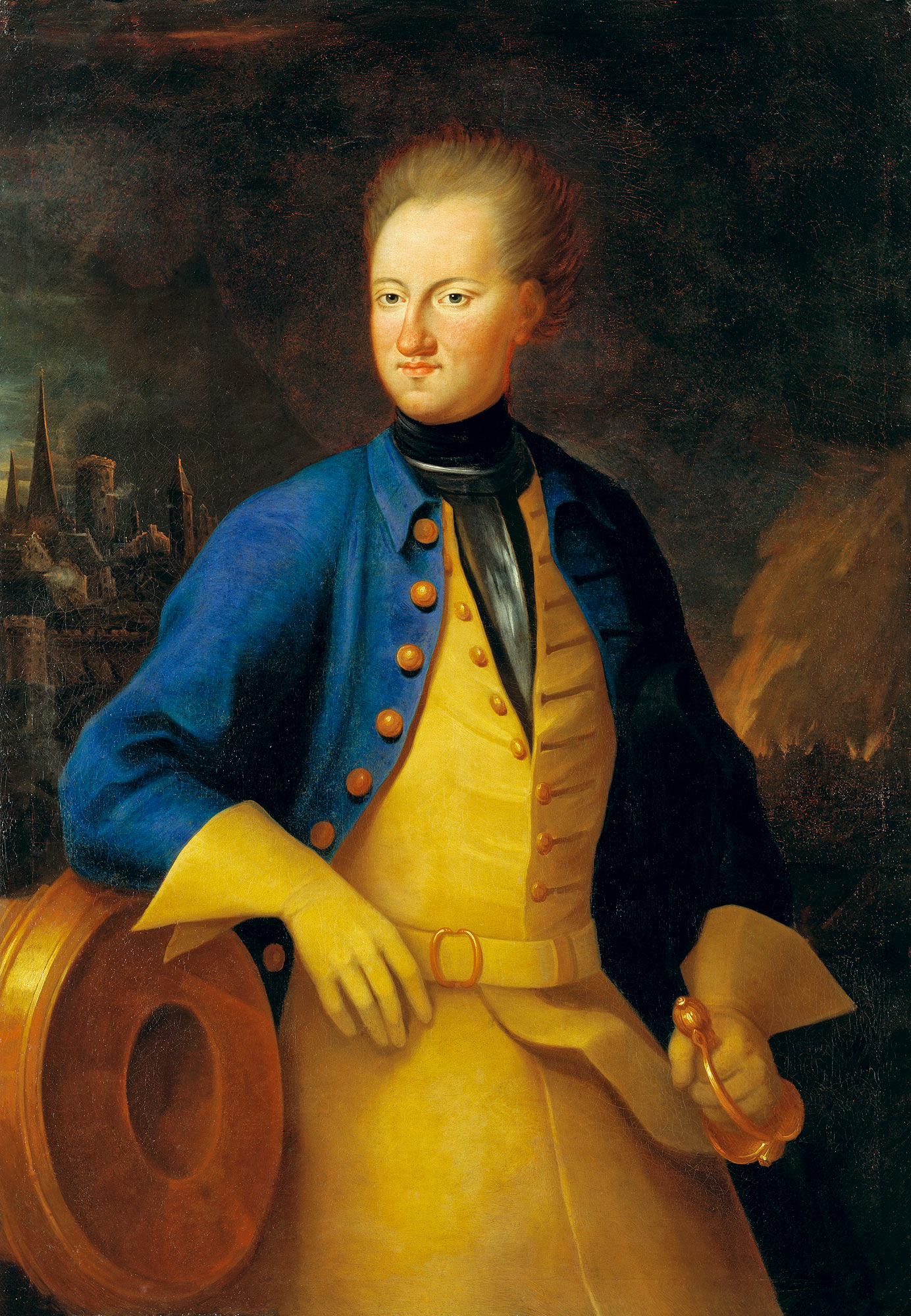
Karl XII i Bender. Målning av Axel Sparre (1715).